# Studio 404
Studio 404 est un podcast mensuel sur la société du numérique présenté par Lâm Hua, et diffusé d'octobre 2012 à janvier 2019.
L'émission réunit quatre chroniqueurs : Mélissa Bounoua, Sylvain Paley, FibreTigre et Daz.
Chaque chroniqueur présente un sujet lié au monde du numérique pour questionner les usages et les conséquences sur le quotidien,,,,.

## Historique
Créé en octobre 2012, Studio 404 est le premier podcast produit par la société de production Qualiter.
La fin du podcast est annoncée en février 2019 après 67 épisodes, consécutivement au départ de Qualiter de Sylvain Paley, impliqué dans l'affaire de la ligue du LOL,.
Un ultime épisode d'adieu de seulement 5 minutes est diffusé le 21 juin 2019.

## Qualiter
Qualiter est une société de production de podcast dirigée par Lâm Hua.
Après l'arrêt de studio 404, elle continue de diffuser :
- Game of Rôles avec FibreTigre, Daz, Lydia et Mistermv
- Quête Latérale[11]  dédié au jeu vidéo, avec Ken Bogard, Chloé Woitier, FibreTigre, Daz [12]
- Fiqtions, production de fictions audios [13]
- Loqomotions, podcast dédié à la mobilité [14]
- 6&Daz, podcast dédié au hip-hop animé par Daz et 6 [15]
- Qualifornie, podcast dédié au hip-hop californien animé par Daz [16]
- LeMwakast, podcast d'interview animé par Samora qui va à la rencontre de carribéens [17]
- De la musique, émission musicale avec FibreTigre, JB Pianiste et Romain Dasnoy

La communauté de Qualiter organise des retraites déconnectées, sans smartphones, de quelques jours, une à deux fois par an, nommées Qamp.